# Zweite Einheitsfront
Zweite Einheitsfront (chinesisch 第二次国共合作) ist die Bezeichnung für die zweite Phase der Zusammenarbeit zwischen der Kommunistischen Partei Chinas und der Kuomintang zwischen 1937 und 1946, hauptsächlich während des Chinesisch-Japanischen Krieges. Die Erste Einheitsfront bestand von 1923 bis 1927.
Die Zweite Einheitsfront wurde nach dem Xi'an-Zwischenfall Ende 1936 gegründet, bei dem Chiang Kai-shek von zweien seiner Generäle mit Unterstützung von Zhou Enlai entführt und mit vorgehaltener Waffe gezwungen wurde, einen Waffenstillstand mit den Kommunisten zu unterschreiben. Ziel der Generäle war es, angesichts der japanischen Aggression die Kräfte Chinas nicht im Bürgerkrieg zu verschleißen.
Allerdings handelte es sich bei der Einheitsfront lediglich um ein Stillhalteabkommen für die Zeit des Kriegs. Es gab nicht nur keinerlei Koordination zwischen den kommunistischen und nationalistischen Truppen, die beiden Parteien stellten auch jeweils Truppen zur Absicherung ihres Einflussgebietes gegen die jeweils andere Partei ab und es kam sogar zu Kämpfen zwischen den Parteien, besonders 1940/41. Hier spielt besonders der Zwischenfall mit der Neuen 4. Armee 1940 eine große Rolle. Truppen der Kuomintang griffen dabei mit über 50000 Soldaten die Neue 4. Armee mit etwa 9000 Mann an. Teile der 4. Armee wurden dabei getötet, der Rest gefangen genommen. Als Reaktion begann die Kommunistische Partei Chinas den Krieg gegen Japan dazu zu benutzen, sich auf einen Bürgerkrieg mit der Guomindang vorzubereiten.
Die Zweite Einheitsfront zerbrach im Frühling 1946 nach der Kapitulation Japans.